# Шелпице
Шелпице (слч. Šelpice) насељено је мјесто са административним статусом сеоске општине (слч. obec) у округу Трнава, у Трнавском крају, Словачка Република.

## Становништво
| Година:    | 1994. | 2004.   | 2014.    | 2024.   |
| ---------- | ----- | ------- | -------- | ------- |
| Број људи: | 582   | 589     | 867      | 901     |
| Разлика:   |       | +1,20 % | +47,19 % | +3,92 % |

| Година:    | 2023. | 2024.   |
| ---------- | ----- | ------- |
| Број људи: | 905   | 901     |
| Разлика:   |       | -0,44 % |

Према подацима о броју становника из 2024. године насеље је имало 901 становника.